# Olivier Arrel
 (mai 2021).
La mise en forme du texte ne suit pas les recommandations de Wikipédia : il faut le « wikifier ».
Les points d'amélioration suivants sont les cas les plus fréquents. Le détail des points à revoir est peut-être précisé sur la page de discussion.
- Les titres sont pré-formatés par le logiciel. Ils ne sont ni en capitales, ni en gras.
- Le texte ne doit pas être écrit en capitales (les noms de famille non plus), ni en gras, ni en italique, ni en « petit »…
- Le gras n'est utilisé que pour surligner le titre de l'article dans l'introduction, une seule fois.
- L'italique est rarement utilisé : mots en langue étrangère, titres d'œuvres, noms de bateaux, etc.
- Les citations ne sont pas en italique mais en corps de texte normal. Elles sont entourées par des guillemets français : « et ».
- Les listes à puces sont à éviter, des paragraphes rédigés étant largement préférés. Les tableaux sont à réserver à la présentation de données structurées (résultats, etc.).
- Les appels de note de bas de page (petits chiffres en exposant, introduits par l'outil «  Source ») sont à placer entre la fin de phrase et le point final[comme ça].
- Les liens internes (vers d'autres articles de Wikipédia) sont à choisir avec parcimonie. Créez des liens vers des articles approfondissant le sujet. Les termes génériques sans rapport avec le sujet sont à éviter, ainsi que les répétitions de liens vers un même terme.
- Les liens externes sont à placer uniquement dans une section « Liens externes », à la fin de l'article. Ces liens sont à choisir avec parcimonie suivant les règles définies. Si un lien sert de source à l'article, son insertion dans le texte est à faire par les notes de bas de page.
- La présentation des références doit suivre les conventions bibliographiques. Il est recommandé d'utiliser les modèles {{Ouvrage}}, {{Chapitre}}, {{Article}}, {{Lien web}} et/ou {{Bibliographie}}. Le mode d'édition visuel peut mettre en forme automatiquement les références.
- Insérer une infobox (cadre d'informations à droite) n'est pas obligatoire pour parachever la mise en page.

Pour une aide détaillée, merci de consulter Aide:Wikification.
Si vous pensez que ces points ont été résolus, vous pouvez retirer ce bandeau et améliorer la mise en forme d'un autre article.
Olivier Arrel, seigneur de Kermarquer, est un chevalier noble breton qui est notamment connu pour avoir participé au Combat des Trente en 1351, épisode de la guerre de Succession de Bretagne.

## Biographie
Olivier Arrel est le fils de Robert Arrel, écuyer de Charles de Blois, et de Jeanne de Penhoët. Il se marie à Olive du Chastel (ou du Châtel), avec qui il a un fils : Olivier, deuxième du nom,.

## Famille Arrel de Kermarquer
La Société archéologique du département d'Ille-et-Vilaine recense un certain Olivier Arrel, dit le Valeureux, qui participe à la croisade des Albigeois aux côtés d’Amanieu, comte d’Albret. Celui-ci lui permet d’ajouter à ces armes en brisure une “croix de gueules sur argent”.  La famille, devenue puissante dans l’évêché de Tréguier, fait alors poser en nombre d’églises des vitraux arborant ses armes (ce qui entraîne un combat judiciaire avec un certain Amaury du Parc). La lignée masculine des Arrel de Kermarquer s’éteint lorsque Pierre Arrel meurt sans héritier mâle. Sa fille, Marguerite, épouse Jean L’Évesque de Saint-Jean, dont François, qui relève le nom de sa mère, le voyant disparaître.
Alliances notables :

Familles L’Évesque de Saint-Jean, de Goësbriand, de Kermerc’hou, de Launay, du Réchou, etc.
Olivier Arrel est attesté en tant que seigneur de Kermarquer, à Lézardrieux, en 1316. Il est à noter que le nom de famille Arrel est parfois orthographié Arel ou Harel.

## Héraldique
| Blason | Blasonnement : Écartelé d'argent et d'azur Commentaires : Blason de la famille Arrel,. La devise, peut-être postérieure à Olivier Arrel, est : « L'honneur y git ». |

## Faits militaires

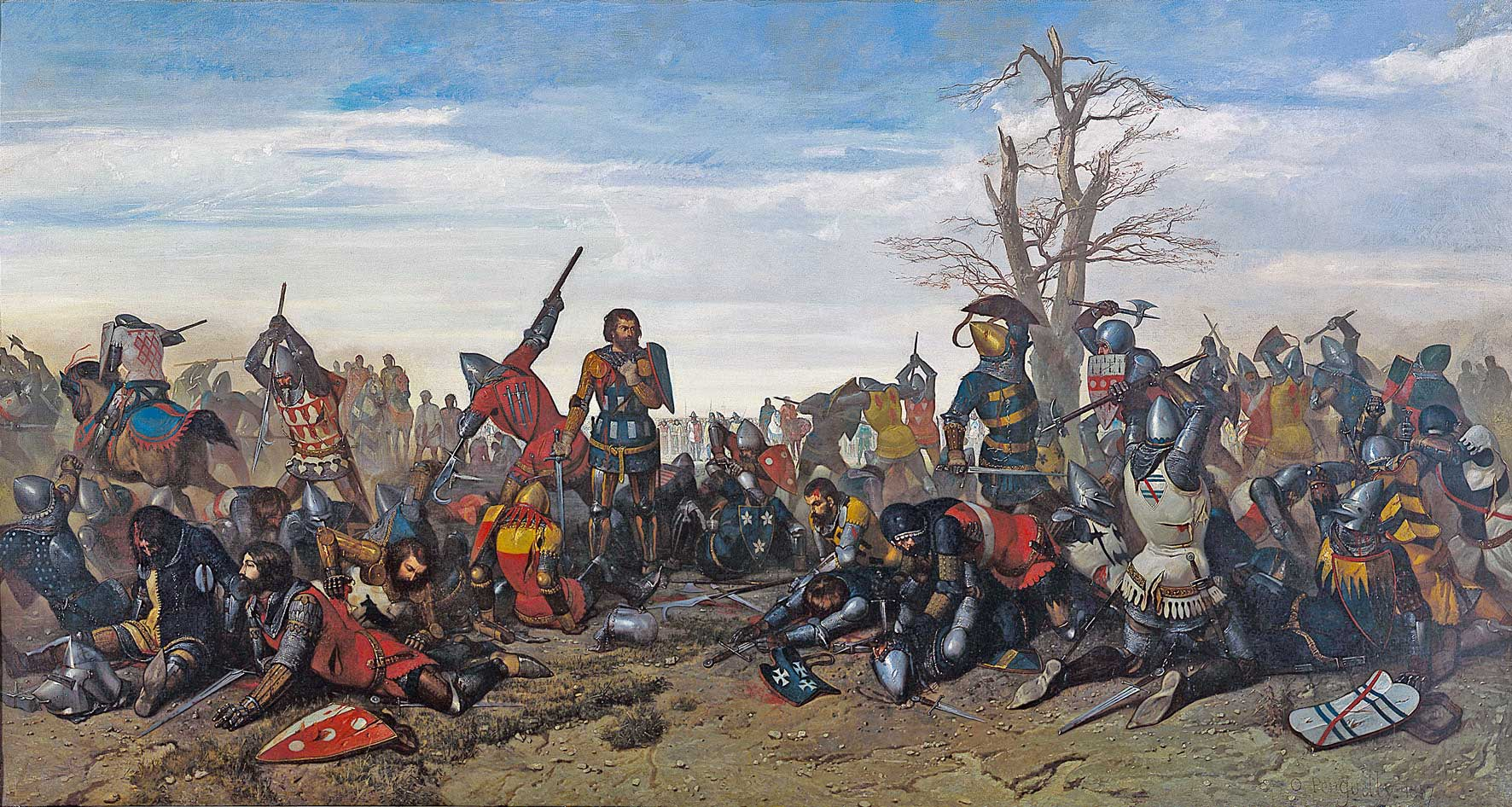
Octave Penguilly L'Haridon, Le Combat des Trente (1857), musée des Beaux-Arts de Quimper.

Olivier Arrel fait partie des champions de la Bretagne blésiste, impliqués dans le Combat des Trente.
Sous le commandement de Jean IV de Beaumanoir, il lutte contre les hommes de Robert Bremborough (parfois appelé Bremberouch ou Bembro), guerrier anglais et monfortiste.
Il semble avoir survécu audit combat que son parti remporte[réf. nécessaire].
Dans le poème populaire Le combat des Trente, Olivier Arrel est dit « hardi breton ».

## Hommages et références
En 1823 est inaugurée la Colonne des Trente. Cet obélisque, situé au lieu-dit de la Pyramide à Guillac, dans le Morbihan, est un monument élevé en mémoire des champions du parti de Charles de Blois. Une plaque rappelle les noms des combattants, dont celui d'Olivier Arrel. La colonne est classée aux monuments historiques depuis 1933.
Le jeu Age of Empires IV met en scène Olivier Arrel. Celui-ci est le premier champion à pouvoir être recruté par le joueur, dans le rôle de Jean de Beaumanoir, afin de participer au combat des Trente.